# Siim Luts
Siim Luts (Tallinn, 12 maart 1989) is een Estische voetballer.

## Interlandcarrière
Luts werd voor het eerst opgeroepen voor Estland door bondscoach Tarmo Rüütli op 11 november 2010 voor de interland tegen Liechtenstein. Luts maakte zijn eerste doelpunt op 7 juni 2014 tegen Tadzjikistan. Dit doelpunt leverde hem ook de Hõbepall op.
| Interlandgoals van Siim Luts voor Estland | Interlandgoals van Siim Luts voor Estland | Interlandgoals van Siim Luts voor Estland | Interlandgoals van Siim Luts voor Estland | Interlandgoals van Siim Luts voor Estland | Interlandgoals van Siim Luts voor Estland |
| No.                                       | Datum                                     | Wedstrijd                                 | Score                                     | Uitslag                                   | Competitie                                |
| Als speler van Qaysar FK                  | Als speler van Qaysar FK                  | Als speler van Qaysar FK                  | Als speler van Qaysar FK                  | Als speler van Qaysar FK                  | Als speler van Qaysar FK                  |
| ----------------------------------------- | ----------------------------------------- | ----------------------------------------- | ----------------------------------------- | ----------------------------------------- | ----------------------------------------- |
| 1                                         | 7 juni 2014                               | Estland – Tadzjikistan                    | 1–1                                       | 2–1                                       | Vriendschappelijk                         |

## Erelijst
Estland
- Hõbepall

2014